# Omero Bonoli
Omero Bonoli (n. 17 septembrie 1909, Ravenna, Regatul Italiei – d. 17 octombrie 1985, Ravenna, Italia) a fost un gimnast artistic ce a reprezentat Regatul Italiei, medaliat olimpic. A participat la o ediție a Jocurilor Olimpice (1932) în care a câștigat o medalie de argint.

## Participări
Lista de mai jos prezintă principalele competiții la care a participat Omero Bonoli de-a lungul carierei.
- gymnastics at the 1932 Summer Olympics – men's pommel horse[*]